# Diego Segovia
Diego Alexandre Segovia Hernández (Paysandú, 15 de mayo de 2000) es un futbolista uruguayo que juega como arquero en Independiente de Argentina.

## Trayectoria

### Inferiores
Comenzó su carrera en las juveniles del club Barrio Obrero de su ciudad natal a los 11 años permaneciendo allí hasta 2017, año en el cual debutó en primera división de dicho club. Al año siguiente sería seleccionado para jugar en la selección sub-17 de Paysandú, donde sería capitán y haría un papel muy importante en la consagración de su equipo como campeón. El buen desempeño de Segovia hizo que varios clubes grandes de Uruguay, Argentina y México se interesen.
En 2018 su buena actuación en el torneo de selecciones le dieron la posibilidad de jugar fuera del país, en Independiente de Avellaneda en Argentina, compartiendo plantel con Renzo Rodríguez Bacchia y Matías Dueñas, otros uruguayos en la reserva del club.

### Independiente
En 2020 firmó su primer contrato profesional y se convirtió en arquero titular de la reserva. En 2021 llegaría a primera, donde fue incluido en la lista para la Liga profesional de futbol y también en la Sudamericana, donde estuvo en el banco en el partido ante Bahia en Brasil.

## Selección

### Sub-17
Segovia fue seleccionado en la lista preliminar de la selección sub-17 en 2017, sin embargo no llegó a debutar.

## Clubes
| Club                              | País      | Año           |
| --------------------------------- | --------- | ------------- |
| Independiente                     | Argentina | 2018 -        |
| Club Deportivo Maldonado (Cedido) | Uruguay   | 2025-presente |